# Randolph (Iowa)
Pour les articles homonymes, voir Randolph.
Randolph est une ville du comté de Fremont, en Iowa, aux États-Unis. Elle est incorporée le 6 juillet 1881.

## Source de la traduction
- (en) Cet article est partiellement ou en totalité issu de l’article de Wikipédia en anglais intitulé « Randolph, Iowa » (voir la liste des auteurs).